# 国際協力NGO団体「風の会」
風の会（かぜのかい）とは、世界中の教育を受けることができない子供たちを対象に支援を行なっているNGO団体である。早稲田大学学生を中心としたメンバーで構成されており、1999年、宮瀬英治により創立された。